# سويداء خضراء
السويداء الخضراء نوع نباتي يتبع جنس السويداء من الفصيلة القطيفية.

## الموئل والانتشار
موطنها الأصلي بلاد الشام ووادي النيل والمغرب العربي والبلقان وإيطاليا وفرنسا وإسبانيا والبرتغال وبريطانيا.